# Koverkot

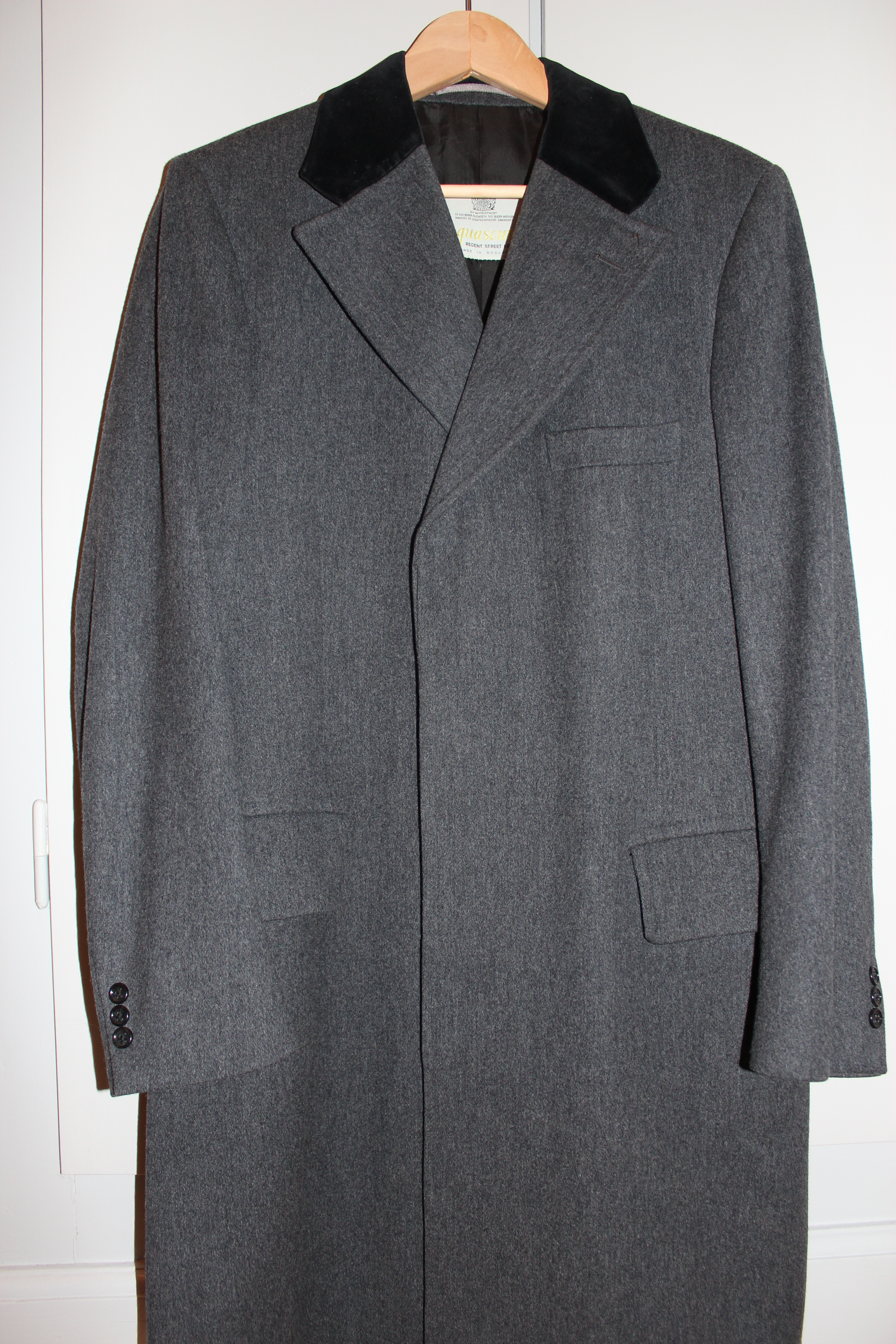
Klasický koverkotový plášť

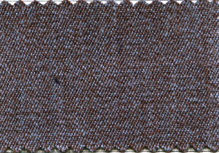
Vzorek koverkotu z roku 1933

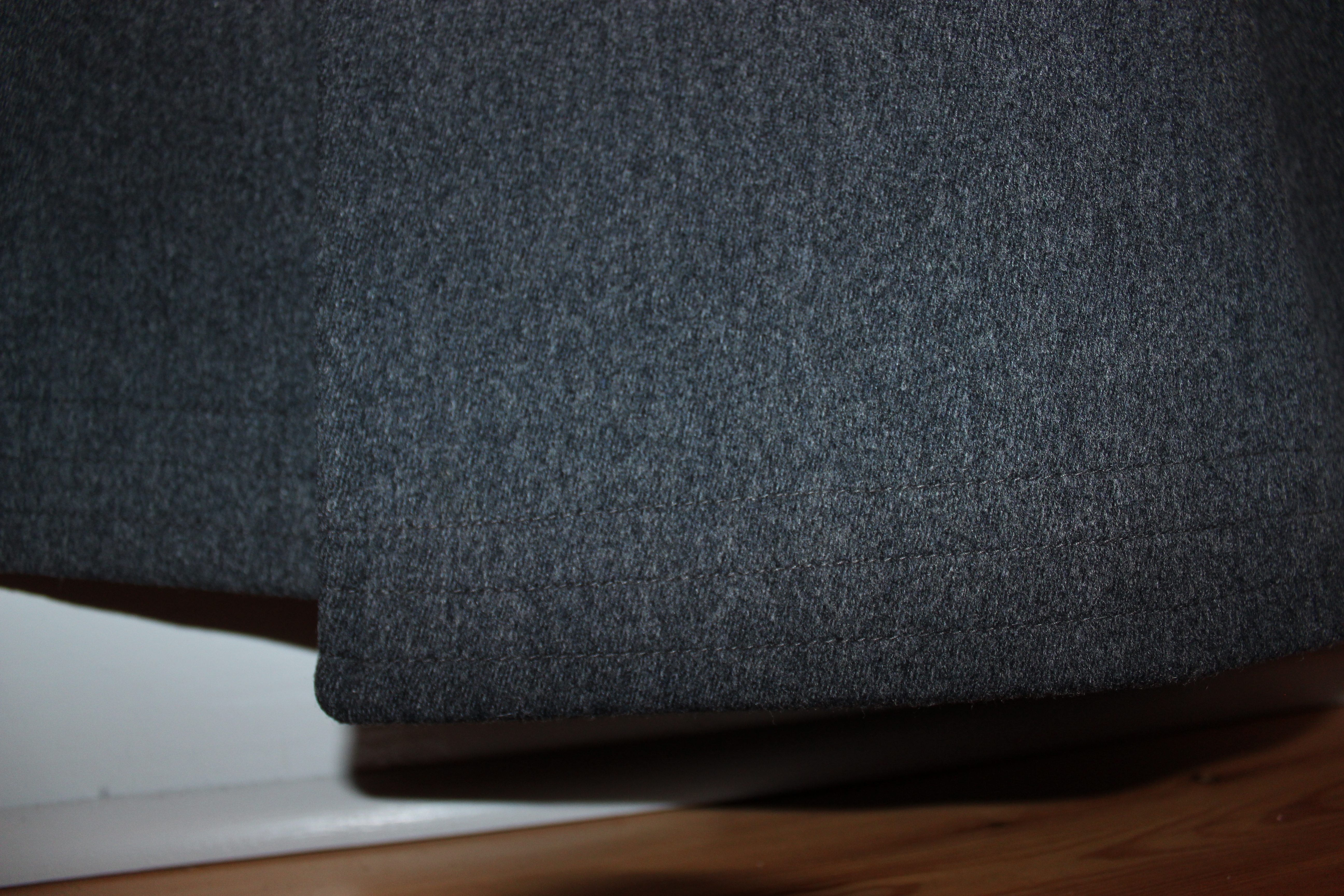
Detail štepování na koverkotu

Koverkot je vlnařská tkanina střední až vysoké hmotnosti s jemným žebrováním z různě tvarovaných vazebných vzorů. V osnově se používá dvojmo skaná muliné příze 33 nebo 36 tex z česané vlny, útek někdy z mykané vlny. Tká se běžně v pětivazném zesíleném atlasu (zvaném také koverkotová vazba) nebo i ve víceřádkovém dvoustupňovém kepru s menší střídou. Klasický koverkot se používá na (konzervativní) svrchníky, pánské obleky, dámské kostýmy a (asi do 60. let 20. století) na lyžařské kalhoty.
Koverkot má jistou podobnost s gabardénem. Tkaniny z česané příze mají apreturu s hladkým povrchem, výrobky z mykané vlny jsou často lehce počesávané ("meltonované"). 

## Z historie koverkotu v anglické módě
Koverkot se objevil na trhu koncem 19. století s původním účelem použití pro jízdu na koni a na lov. Kolem roku 1890 přišly však do módy elegantní kabáty z koverkotu s maximální délkou asi 86 cm s postranními rozparky (10-15 cm). Dolní kraj byl buďto stažený nebo dvojitě štepovaný. Koverkot musel mít každý muž, který dbal na moderní oblékání, ve svém šatníku. Tkanina se vyráběla jen v určitých barevných odstínech od lehce až silně zeleně žlutohnědé. V roce 1893 se začaly prodávat kabáty o 15 cm delší, které se nosily jako svrchník. V 50. letech 20. století přišel do módy plášť s otevřenou náprsní kapsičkou.
Koverkotové tkaniny na myslivecké pláště byly původně velmi husté, s váhou až do 900 g/m2, v 21. století mají asi poloviční hmotnost a odstíny barev se změnily na varianty od námořnické modři po béžovou.
Nejznámější experti se přou o správnou výslovnost. Jedni označují kabát důsledně jako "kavrt kout", zatímco druzí, stejně kvalifikovaní, trvají na tom, že se musí říkat (trochu podobně jako v češtině, bez t) "kavrkout".